# 吳美保
吳美保（日语：／ O Mipo，1977年3月14日—），日本女性電影導演、編劇。日本三重縣伊賀市出身，她是韓裔第三代，但不會說韓國話。

## 生平
吳美保生於三重縣伊賀市（舊上野市）。三重縣立名張桔梗丘高等學校、大阪藝術大學藝術學部映像學科畢業後，與她同期的同學有山下敦弘、寺内康太郎、柴田剛。

## 作品

### 電影
- 告別（2001年、スクリプター）
- なごり雪（2002年、スクリプター）
- ハルモニ（2003年、導演）
- 酒井家的幸福（2006年、原作・脚本・導演）
- ハチミツドロップス（2009年、脚本）
- DOR＠MO THE MOVIE「I Love You」（2009年、導演）
- 老媽出嫁囉（2010年、脚本・導演）
- 荒唐男荒唐女（2011年、「くれえむないと!」導演）
- 陽光只在這裡燦爛（2014年、導演）
- 你是好孩子（2015年、導演）
- 我生活的兩個世界（2024年、導演）

## 脚注
1. ↑  大西康裕. . 毎日新聞. 2014-09-03  [2014-09-04].[永久]

## 外部連結
- Director DIRECTOR 呉 美保 - Camp-KAZ
- 呉美保的X（前Twitter）
- 呉美保（页面存档备份，存于） - allcinema
- 呉美保（页面存档备份，存于） - KINENOTE
- Mipo Oh在互联网电影资料库（IMDb）上的資料（英文）（英語）